# ألباين لينكس
ألباين لينكس (بالإنجليزية: Alpine Linux)‏ هي توزيعة لينكس مستقلة صممت لتكون صغيرة وبسيطة وآمنة. تستخدم التوزيعة مسل، وبيزي بوكس، وأوبن آر سي بدلًا من مكتبة جنو لسي، وأدوات جنو الأساسية، وسيستم دي الاعتياديين الموجودين في أغلب التوزيعات، مما يجعلها أحد التوزيعات القليلة التي لا تعتمد على جنو.

## وصلات خارجية
- الموقع الرسمي